# USS Higgins (DDG-76)
L’USS Higgins (DDG-76) est un destroyer américain de la classe Arleigh Burke, commissionné le 24 avril 1999 et actuellement en service dans l'United States Navy, faisant partie du Carrier Strike Group One. Il est nommé d'après le colonel William R. Higgins (1945-1990), un membre du Corps des Marines des États-Unis capturé par le Hezbollah au Liban en 1988 alors qu'il participait à une opération de maintien de la paix et tué en captivité en 1990. Il a été construit au chantier naval Bath Iron Works dans le Maine. Son port d'attache est la base navale de San Diego.

## Histoire du service
En janvier 2010, il a participé aux efforts de secours des sinistrés haïtiens après le séisme de 2010 à Haïti.